# Setaria verticillata
Setaria verticillata é uma espécie de planta com flor pertencente à família Poaceae. 
A autoridade científica da espécie é (L.) P.Beauv., tendo sido publicada em Essai d'une Nouvelle Agrostographie 51, 171, 178. 1812.
Os seus nomes comuns são carrapiço, erva-de-rabos, milhã-verticilada, namorados, pega-saias ou raspa-saia.

## Portugal
Trata-se de uma espécie presente no território português, nomeadamente em Portugal Continental e no Arquipélago da Madeira.
Em termos de naturalidade é nativa de Portugal Continental e de espontaneidade incerta no Arquipélago da Madeira.

## Protecção
Não se encontra protegida por legislação portuguesa ou da Comunidade Europeia.